# 潘旭澜
潘旭澜（1932年—2006年），男，福建南安人，中国文学评论家，曾任复旦大学教授、博士生导师，复旦大学台湾香港文化研究所所长。